# Paul Aellen
Paul Aellen (Basilea, 13 de mayo de 1896 - Heiligenschwendi, 19 de agosto de 1973) fue un botánico suizo. 

## Especializaciones
Trabajó intensivamente en Amaranthaceae y en Chenopodiaceae
En 1929 crea la denominación de Chenopodium pallidicaule Aellen indicando que esa especia, la qañiwa, era diferente a la quinua. 
Con el botánico alemán Oskar Eberhard Ulbrich ajustaron el género Aellenia en la Familia de las Amaranthaceae. 
- La abreviatura «Aellen» se emplea para indicar a Paul Aellen como autoridad en la descripción y clasificación científica de los vegetales.[1]

## Fuente
- Zander, R., Fritz Encke, Günther Buchheim, Siegmund Seybold. 1984. Handwörterbuch der Pflanzennamen. Ulmer Verlag. Stuttgart. ISBN 3-8001-5042-5

## Literatura
- H. Hürlimann. 1974. Zur Erinnerung an Paul Aellen (1896-1973) . En: Bauhinia (Zeitschrift) 5 (2), pp. 103-104